# Хартли, Нейт
Не́йтан Дэ́ниел Ха́ртли (англ. Nathan Daniel "Nate" Hartley; род. 17 января 1992, Равенна, Огайо, США) — американский актёр, известный по фильмам «Школа выживания» и «Взрослая неожиданность», а также по телесериалу «Зик и Лютер».

## Биография
Хартли родился в Равенне, штат Огайо. Его родители — Мишель и Рей Хартли. У него есть старшая сестра, Даниэль. Он начал свою карьеру в 1997 году в возрасте пяти лет, проводя сеансы магии для своей семьи и друзей. Вскоре он переехал в Лос-Анджелес, где сразу же начал посещать актёрские курсы и заниматься профессиональной актёрской карьерой. Его магические выступления для друзей помогли ему стать профессиональным участником «Голливудского общества юных магов».

## Карьера
Профессиональную актёрскую карьеру Хартли начал, став приглашённой звездой на «Шоу Берни Мака». Он стал известен после того, как появился в сериале на канале Nickelodeon «Нетакая» и в фильме «Великий Бак Ховард» вместе с Джоном Малковичем. В 2008 году Хартли сыграл свою первую главную роль в фильме «Школа выживания» с Оуэном Уилсоном, а также роль участника ролевых игр в фильме «Взрослая неожиданность» с Полом Раддом и Шоном Уильямом Скоттом.
В 2009 году Хартли появился в эпизодической роли в сериале «Ханна Монтана», а также стал приглашённой звездой в «Jonas L.A.» в роли Карла, надоедливого друга Джо, и в «Рита отжигает». В том же году он сыграл в сериале «Зик и Лютер», в котором у него была регулярная роль на протяжении четырёх лет. В 2012 году Хартли снялся в клипе пуэрто-риканского дуэта Wisin & Yandel на песню «Algo Me Gusta De Ti» совместно с Крисом Брауном и T-Pain. В 2013 году Нейтан появился в фильме «Муви 43» в роли Стиви Шредера.
В 2013 году Хартли также попробовал себя в качестве режиссёра и продюсера. Его первым режиссёрским дебютом стал телесериал «Поклонники Анонимус», к которому он также написал сценарий, а также Хартли стал сценаристом фильма «ImagiGARY», в котором сыграл главную роль.

## Фильмография
| Год       |     | Русское название            | Оригинальное название          | Роль               |
| --------- | --- | --------------------------- | ------------------------------ | ------------------ |
| 2006      | с   | Шоу Берни Мака              | The Bernie Mac Show            | Сэмюел             |
| 2007      | кор |                             | Unlicensed                     | Джордж Джонс       |
| 2007      | с   | Нетакая                     | Unfabulous                     | ябеда Митч         |
| 2007      | ф   | Лебединая песня             | Swan Song                      |                    |
| 2007—2010 | с   | АйКарли                     | iCarly                         | Джеб               |
| 2008      | ф   | Великий Бак Ховард          | The Great Buck Howard          | подросток          |
| 2008      | ф   | Школа выживания             | Drillbit Taylor                | Уэйд               |
| 2008      | ф   | Взрослая неожиданность      | Role Models                    | мастер игры        |
| 2009      | кор |                             | Magic Ram                      | мальчик            |
| 2009      | с   | Jonas L.A.                  | Jonas L.A.                     | Карл Шустер        |
| 2009      | с   | Рита отжигает               | Rita Rocks                     | Льюис              |
| 2009—2011 | с   | Ханна Монтана               | Hannah Montana                 | Аарон              |
| 2009—2012 | с   | Зик и Лютер                 | Zeke and Luther                | Оззи Кеппхард      |
| 2010      | ф   | Между пространством         | The Space Between              | Бобби              |
| 2010      | ф   | Дрянная девчонка            | Dirty Girl                     | Чарли              |
| 2010      | с   | C.S.I.: Место преступления  | CSI: Crime Scene Investigation | Брайан Листер      |
| 2011      | с   | Рабочий класс               | Working Class                  | Джереми            |
| 2011      | с   | Кольт                       | Colt                           | Олли Соколов       |
| 2012      | с   | Друзья навсегда             | Best Friends Forever           | Киран              |
| 2012      | с   | Спецназ: Сан-Диего          | NTSF:SD:SUV                    | Микки              |
| 2012      | с   | Новенькая                   | New Girl                       | Франкенштейн       |
| 2013      | ф   | Муви 43                     | Movie 43                       | Стиви Шредер       |
| 2013      | с   | Восприятие                  | Perception                     | Андре              |
| 2013      | с   | Обратная сторона            | The Flipside                   |                    |
| 2013      | ф   | Южная Дакота                | South Dakota                   | Бастер             |
| 2013      | ф   |                             | Feels So Good                  | Стюарт             |
| 2013      | с   | Клуб анонимных туфлеголиков | Addicts Anonymous              | Чарли Таннер       |
| 2014      | ф   | Плохое поведение            | Behaving Badly                 | Карлис Малинаускас |
| 2014      | ф   | ImagiGARY                   | ImagiGARY                      | Гэри               |
| 2014      | ф   | Привет, меня зовут Фрэнк    | Hello, My Name Is Frank        | Джон               |